# Marches de la mort

La marche de la mort de Bataan eut un retentissement médiatique considérable aux États-Unis.

On appelle marches de la mort des convois de prisonniers où les gardiens font avancer les détenus au mépris de la vie de ces derniers, voire en vue de leur extermination.
Les marches de la mort les plus connues eurent lieu pendant le génocide arménien et durant la Shoah et Porajmos à la fin de la  Seconde Guerre mondiale en Europe.

## Marches de la mort dans l'Histoire
- Pendant le génocide arménien, les victimes déportées ont subi des marches de la mort jusqu'aux camps de Ras al-Aïn et aux camps de Deir ez-Zor.
- La marche de la mort de Bataan fut imposée aux prisonniers alliés américains et philippins par l'armée impériale japonaise après la bataille des Philippines en avril 1942. Le tribunal de Manille a évalué le nombre de prisonniers morts pendant cette marche à environ 20 000.
- Les marches de la mort correspondant à l'évacuation des camps de concentration nazis en 1945. Lorsque les Alliés se rapprochèrent trop des camps de concentration et d'extermination allemands situés en territoire polonais, les SS firent évacuer ces camps, dont Neuengamme et Auschwitz, afin de poursuivre le processus en Allemagne. Plusieurs dizaines de milliers de morts (approximativement la moitié des détenus).
- La marche de 1945 (en) eut lieu au même moment, mais elle concernait surtout des prisonniers de guerre, internés dans des camps de discipline, notamment à Blechhammer.
- Les marches de la mort de Sandakan eurent lieu en juin 1945 entre Sandakan et Ranau, à Bornéo. Elles furent imposées par l'armée impériale japonaise à des prisonniers de guerre et des civils indonésiens soumis aux travaux forcés. Le nombre de morts est estimé à près de 4 000 Indonésiens, 1 381 Australiens et 641 Britanniques.
- Les marches de la mort de la guerre d'Indochine, notamment celle des 11 000 prisonniers français capturés à Dien Bien Phu, conduits à marche forcée vers les camps de concentration Viet-Minh, et plus particulièrement vers le camp 113. Seuls 3 300 prisonniers, soit 30 %, ont survécu, les autres, environ 7 700 étant morts au cours de la marche ou dans les camps[1].

Une marche de la mort de la Shoah et ses victimes à Volary.
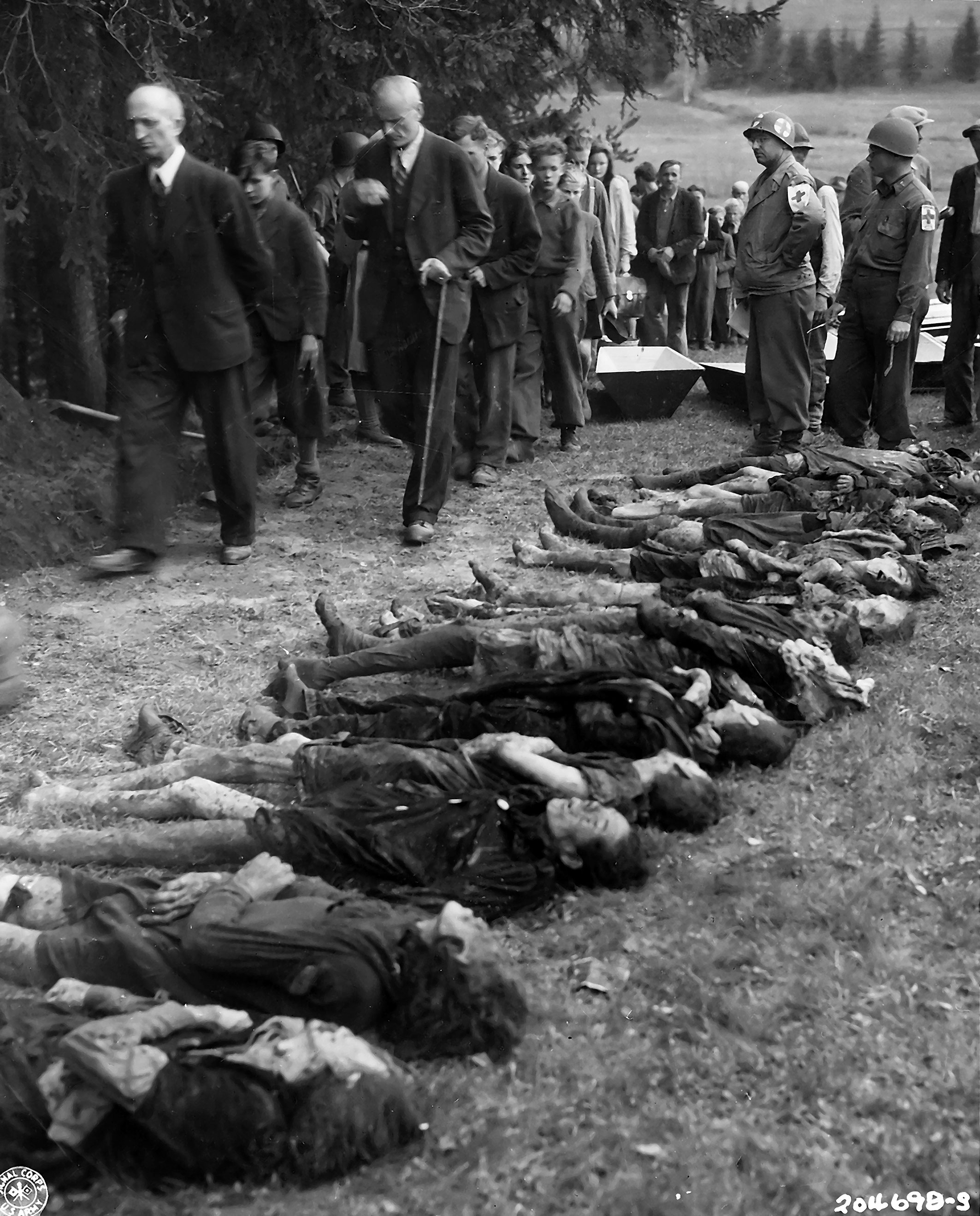
Civils allemands le 11 mai 1945 à Volary, contraints de marcher à côté des cadavres de trente femmes juives, exhumés des fosses communes.
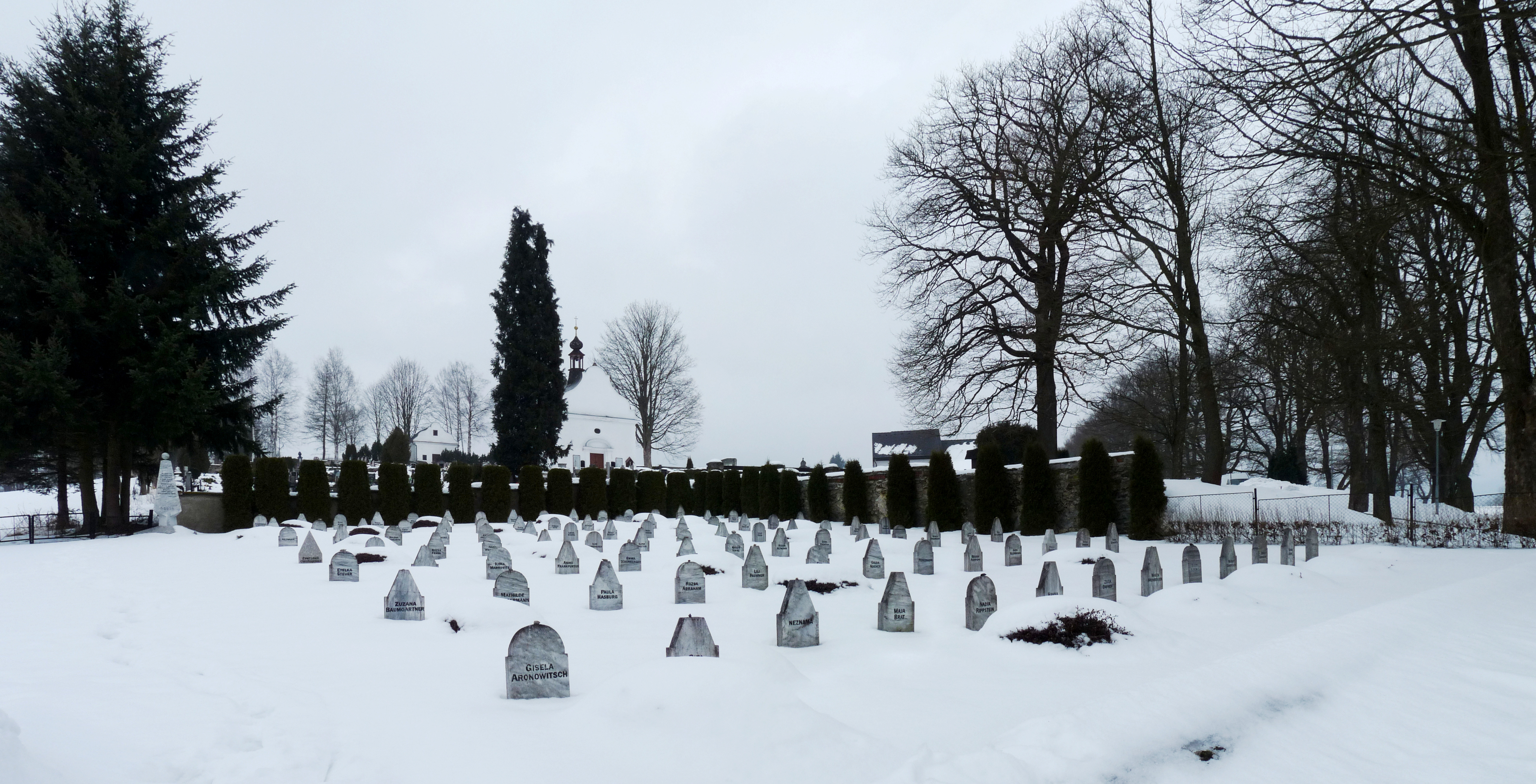
Le cimetière de Volary actuel, où sont re-enterrées les victimes.

Marche de la mort de Bataan aux Philippines, en 1942.
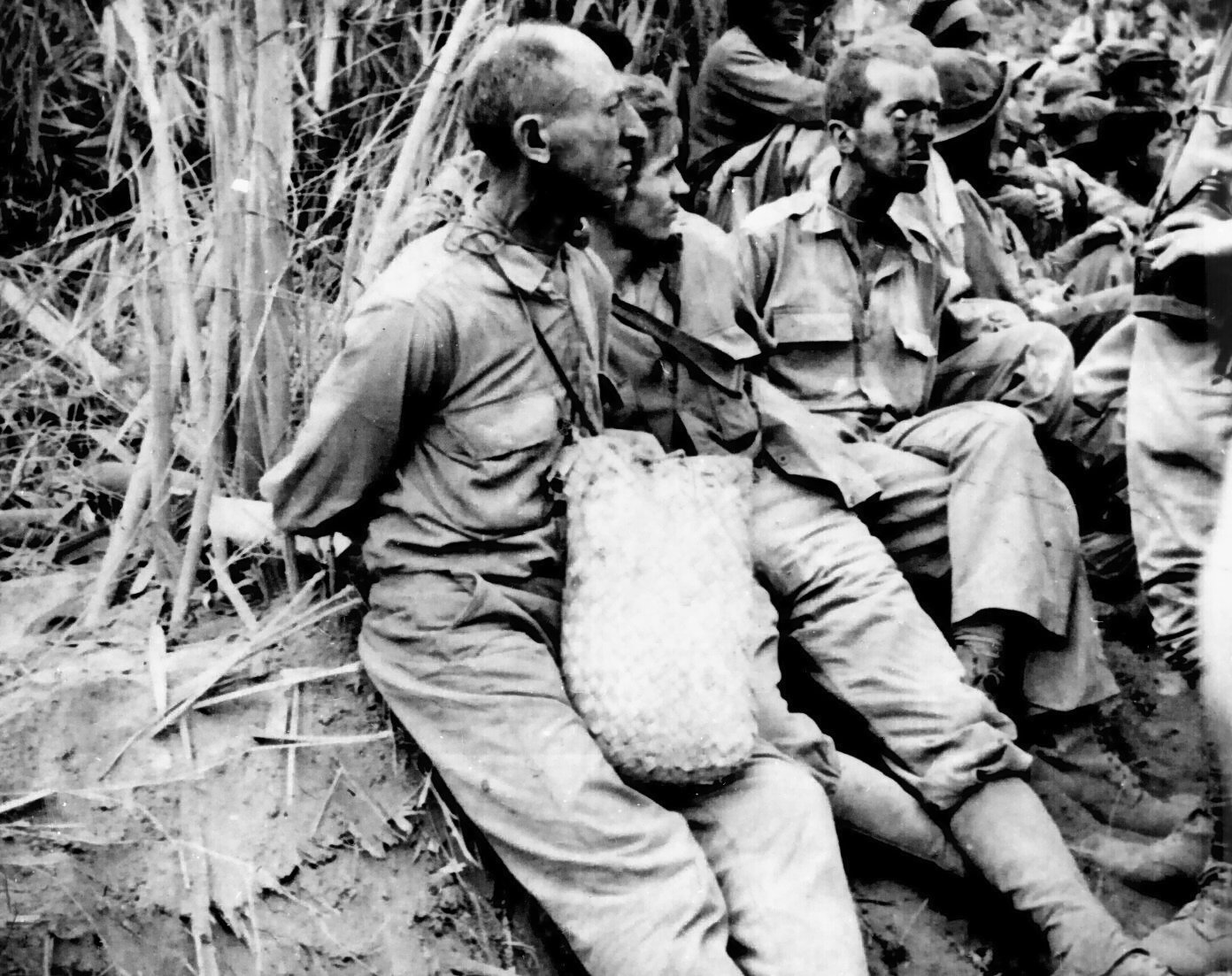
Prisonniers américains lors d'une pause à une marche de la mort, mains liées dans le dos par les Japonais.
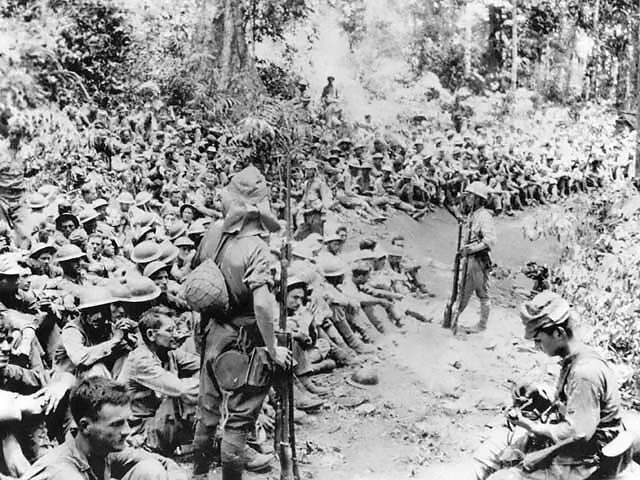
Pause pour les soldats lors de la marche de la mort aux Philippines.
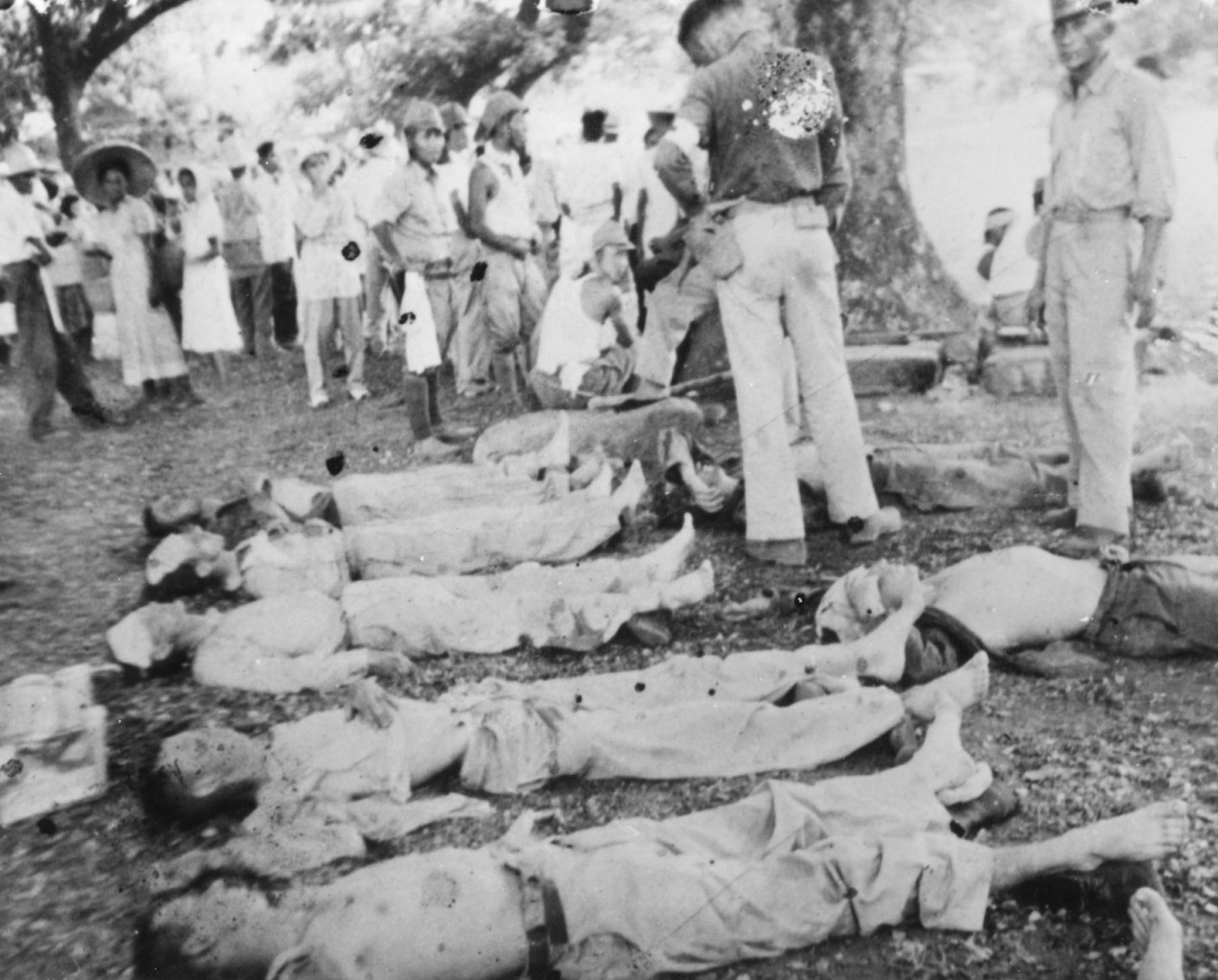
Cadavres lors de la marche de la mort de Bataan du camp de prisonniers de Cabanatuan.

### Articles connexes

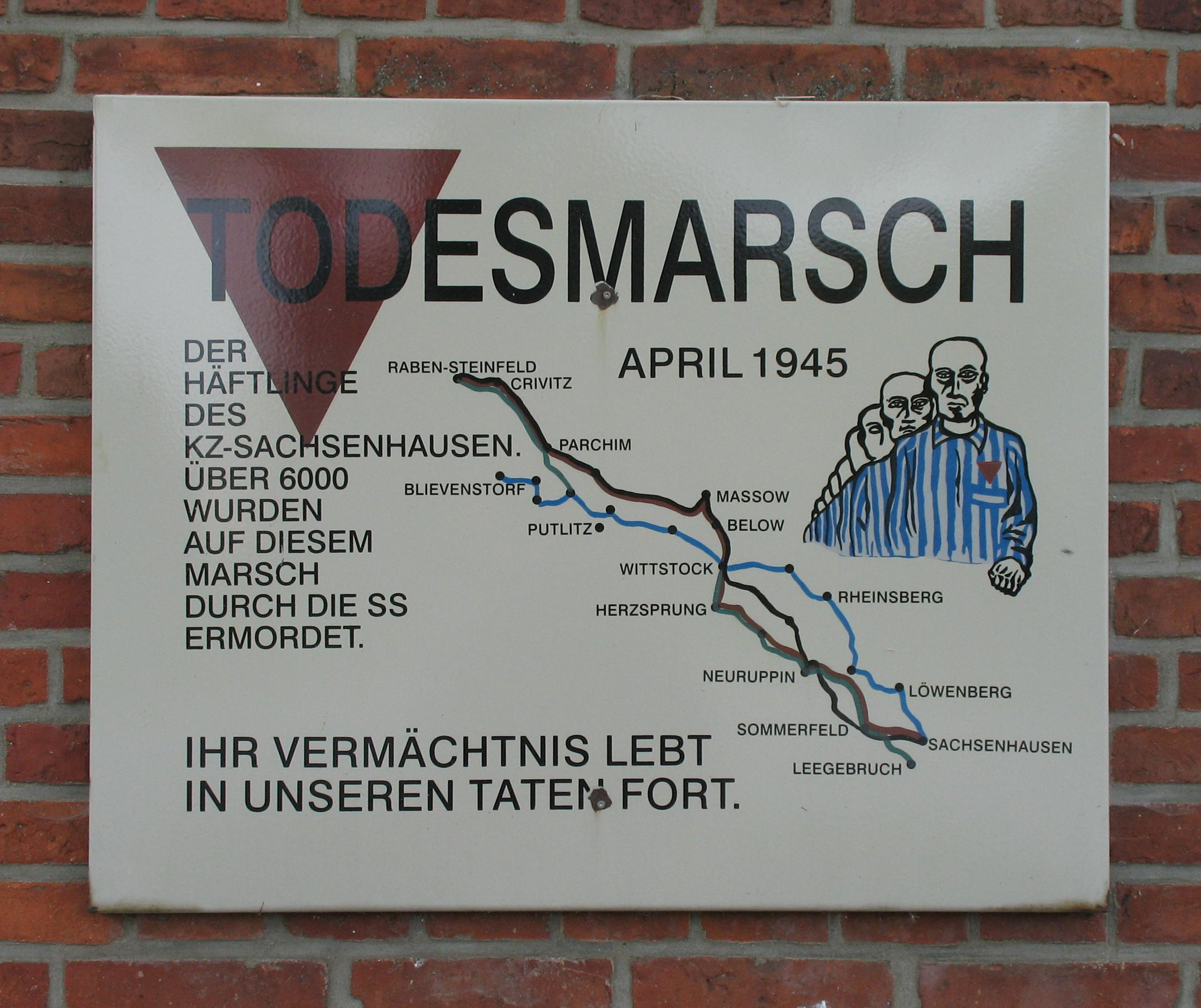
Plaque commémorative pour les victimes de la marche de la mort à Putlitz-Porep en Brandenbourg (Allemagne)